# Saverio D'Ercole
Saverio D'Ercole (Matera, 21 ottobre 1965) è un produttore televisivo e produttore cinematografico italiano.

## Biografia
Dopo gli studi al DAMS di Bologna e dopo qualche apparizione in trasmissioni della tv locale TRM di Matera, si trasferisce a Roma dove ricopre il ruolo di responsabile per le fiction prima con la Lux Vide e poi con la Casanova Multimedia di Luca Barbareschi, oggi Èliseo Entertainment.
È produttore creativo di diverse serie e miniserie televisive, tra cui Pompei, Coco Chanel, Paolo VI - Il papa nella tempesta, Sant'Agostino, Nero Wolfe, L'olimpiade nascosta, Adriano Olivetti - La forza di un sogno, Pietro Mennea - La freccia del Sud, film per la televisione tra cui Edda Ciano e il comunista, Io sono Mia e La luce nella masseria (di cui è anche sceneggiatore), e film cinematografici come Something Good e The Startup (anche sceneggiatore).
Nel 2024 esce il suo primo romanzo, La luce nella masseria, pubblicato da Mondadori e scritto con Roberto Moliterni. È la storia a cui è ispirato l'omonimo film, scritto dallo stesso D'Ercole. In una intervista ha dichiarato che lo spunto è partito da una vicenda della propria famiglia di origine. 

## Romanzi
- con Roberto Moliterni, La luce nella masseria, Mondadori, 2024

## Filmografia

### Attore
- 1999 - Cristallo di rocca - Una storia di Natale
- 2000 - Padre Pio - Tra cielo e terra

### Produttore
- 2007 - Pompei
- 2007 - Chiara e Francesco
- 2007 - Guerra e pace
- 2007 - Ho sposato uno sbirro
- 2008 - Pinocchio
- 2008 - Coco Chanel
- 2008 - Paolo VI - Il papa nella tempesta
- 2009 - Enrico Mattei - L'uomo che guardava al futuro
- 2010 - Sant'Agostino
- 2011 - Edda Ciano e il comunista
- 2012 - Walter Chiari - Fino all'ultima risata
- 2012 - Il sogno del maratoneta
- 2012 - Nero Wolfe
- 2012 - L'olimpiade nascosta
- 2013 - Something Good
- 2013 - Adriano Olivetti - La forza di un sogno
- 2015 - Pietro Mennea - La freccia del Sud
- 2015 - I misteri di Laura
- 2017 - The Startup
- 2017 - La strada di casa
- 2018 - Rocco Chinnici
- 2018 - In punta di piedi
- 2019 - Io sono Mia
- 2021 - Chiara Lubich - L'amore vince tutto
- 2022 - Black Out - Vite sospese
- 2023 - La luce nella masseria

### Sceneggiatore
- 2017 - The Startup
- 2023 - La luce nella masseria